# Walter Gratsch
Walter Gratsch (* 26. November 1924 in Rudersdorf; † 24. März 2017 in Graz) war ein österreichischer Politiker (SPÖ).
Ab 1. Juni 1965 fungierte Gratsch als Landesparteisekretär der steirischen Sozialdemokratie und zog zusätzlich im Jahre 1970 in den steirischen Landtag ein, dem er vom 6. April 1970 bis zum 30. Juni 1980 in fast drei Gesetzgebungsperioden als Landtagsabgeordneter angehörte.

## Leben und Wirken
Walter Gratsch wurde am 26. November 1924 in Rudersdorf im Burgenland in eine sozialdemokratische Familie geboren; sein Vater war Gendarmeriebeamter. Im nahegelegenen Fürstenfeld in der Steiermark absolvierte Gratsch die Volks- und die Hauptschule. Nach erfolgreichem Schulabschluss und der Lehrzeit war er als Angestellter tätig und wurde 1942 zum Arbeitsdienst und 1943 zur Wehrmacht einberufen. Dort diente er nach Absolvierung eines Reserveoffizierslehrganges mitunter an der Ostfront in der Sowjetunion, wo er mehrmals verwundet und mit Kriegsende am 6. Mai 1945 entlassen wurde. Nach Wiedererlangung seiner Arbeitsfähigkeit war Gratsch wieder als Angestellter tätig. Drei Jahre nach dem Zweiten Weltkrieg trat Gratsch 1948 der Sozialistischen Partei Österreichs bei und war ab 1. Oktober 1953 für drei Monate im Landesparteisekretariat der SPÖ Steiermark im Einsatz. Danach war er vom 1. Jänner 1954 bis zum 31. August 1964 über zehn Jahre lang als Sekretär in der Bezirksorganisation Feldbach tätig, ehe er unter Adalbert Sebastian stellvertretender Landesparteisekretär wurde. Nur neun Monate später stieg Gratsch mit 1. Juni 1965 zum Landesparteisekretär der steirischen Sozialdemokraten auf und übte dieses Amt bis ins Jahr 1978 aus. Parallel dazu schaffte er im Zuge der steirischen Landtagswahl den Einzug in den Landtag, dem er in weiterer Folge vom 6. April 1970 bis zum 30. Juni 1980 in fast drei Gesetzgebungsperioden als Abgeordneter angehörte. Nachdem er in den kompletten VII. und VIII. Gesetzgebungsperioden im Amt war, legte er während der IX. Gesetzgebungsperiode mit 30. Juni 1980 sein Mandat nieder und zog sich aus der Politik zurück. Als Landtagsabgeordneter war er Mitglied zahlreicher Ausschüsse wie etwa des Gemeinde-, Verfassungs- oder Verkehrsausschusses.
Gratsch, der fast sieben Jahrzehnte lang Mitglied der SPÖ war, war unter anderem Träger der Viktor-Adler-Plakette.
Am 24. März 2017 starb Gratsch im Alter von 92 Jahren in Graz, wo er bis zuletzt mit seiner Ehefrau Sophie (1926–2022), auch Sofie geschrieben, in einer Wohnung in Eggenberg gelebt hatte. Die Verabschiedung fand im engsten Familienkreis – er hinterließ seine Frau, Kinder, Enkelkinder und Urenkelkinder – statt. Seine Ehefrau überlebte ihn um über fünf Jahre und starb im Juni 2022.